# Херман V фон Шьонбург-Глаухау
Херман V фон Шьонбург-Глаухау (на немски: Hermann V von Schönburg-Glauchau; † 1335) е господар на Шьонбург и Глаухау.

## Произход
Той е син на Фридрих III фон Шьонбург († 1310) и съпругата му Мехтилд фон Гера († сл. 1309), дъщеря на фогт Хайнрих I фон Гера († 1269/1274) и Лойкард фон Хелдрунген († 1279). Брат е на Фридрих V фон Шьонбург-Глаухау († 1352), женен за Юдит фон Лойхтенбург († сл. 1356).

## Фамилия
Херман V фон Шьонбург-Глаухау се жени за Мехтилд фон Вилденфелс, господарка на Глаухау († сл. 1335). Те имат трима сина:
- Дитрих III († 1365)
- Херман VII († 1367)
- Фридрих IX фон Шьонбург-Глаухау († 1389), женен за Агнес фон Вартенберг († сл. 1373)